# Acta de Fundación de Lima
El Acta de Fundación de Lima es el documento que testimonia la fundación de la ciudad de Lima en 1535. Es custodiado en el Archivo Histórico de la Municipalidad Metropolitana de Lima. En 2017 ingresó en el Registro de la Memoria del Mundo de la UNESCO. Es el acta fundacional de la primera capital sudamericana.

## Descripción
El documento, firmado el 18 de enero de 1535 por Francisco Pizarro y sus oficiales reales, se encuentra en el folio 23 del libro I de Cabildos, registro de las actas de sesiones del Cabildo limeño entre 1534 y 1539. En el mismo libro se encuentran también las actas donde se ordena el traslado de la capital de la Gobernación de Nueva Castilla desde Jauja a la costa peruana y los actos preparatorios y legales para la fundación de la nueva ciudad.
El acta fundacional de la Ciudad de los Reyes, nombre por el que se fundó la nueva capital de la Gobernación, contiene información sobre las tierras de Taulichusco, curaca del valle del Rímac, sus bondades y las condiciones necesarias que garanticen la seguridad y prosperidad de la nueva ciudad. Hace mención a la importancia del río Rímac y de cómo Pizarro realizó la traza de la plaza mayor y del núcleo poblacional, y de la construcción de la iglesia matriz.

### Firmantes
Los firmantes del acta son:
- Francisco Pizarro, gobernador
- Alonso Riquelme, tesorero
- García de Salcedo, veedor
- Rodrigo Mazuelas, comisionado del Cabildo de Jauja
- Ruy Díaz, testigo
- Juan Tello, testigo
- Domingo de la Presa, escribano

## Custodia
El libro de actas es custodiado en una bóveda del Archivo Histórico de la Municipalidad Metropolitana de Lima, ubicado en el Palacio Municipal, bajo medidas medidas de seguridad, como control de la temperatura y la humedad, que garanticen su óptima conservación.